# Winter X Games XXI
De Winter X Games XXI werden gehouden van 26 tot en met 29 januari 2017 in Aspen, Colorado. Het was de zestiende opeenvolgende editie die in Aspen werd gehouden.

## Medailles

### Mannen
| Onderdeel          | Goud           | Goud             | Zilver         | Zilver           | Brons          | Brons                  |
| Freestyleskiën     | Freestyleskiën | Freestyleskiën   | Freestyleskiën | Freestyleskiën   | Freestyleskiën | Freestyleskiën         |
| ------------------ | -------------- | ---------------- | -------------- | ---------------- | -------------- | ---------------------- |
| Big air            | GBR            | James Woods      | SWE            | Henrik Harlaut   | SUI            | Kai Mahler             |
| Halfpipe           | USA            | Aaron Blunck     | NZL            | Miguel Porteous  | CAN            | Noah Bowman            |
| Slopestyle         | NOR            | Øystein Bråten   | USA            | McRae Williams   | CAN            | Alex Beaulieu-Marchand |
| Snowboarden        |                |                  |                |                  |                |                        |
| Big air            | CAN            | Maxence Parrot   | NOR            | Marcus Kleveland | CAN            | Mark McMorris          |
| Halfpipe           | AUS            | Scotty James     | USA            | Matthew Ladley   | USA            | Taylor Gold            |
| Slopestyle         | NOR            | Marcus Kleveland | CAN            | Tyler Nicholson  | CAN            | Mark McMorris          |
| Snowmobiles        |                |                  |                |                  |                |                        |
| Best Trick         | SWE            | Daniel Bodin     | CAN            | Brett Turcotte   | USA            | Joe Parsons            |
| Bikecross          | CAN            | Brock Hoyer      | USA            | Colton Haaker    | CAN            | Cody Matechuk          |
| Freestyle          | USA            | Joe Parsons      | USA            | Colten Moore     | USA            | Levi LaVallee          |
| Snowcross          | SWE            | Petter Narså     | SWE            | Adam Renheim     | USA            | Lincoln Lemieux        |
| Snowcross adaptive | USA            | Mike Schultz     | USA            | Garrett Goodwin  | USA            | Jeff Tweet             |

### Vrouwen
| Onderdeel      | Goud           | Goud            | Zilver         | Zilver         | Brons          | Brons          |
| Freestyleskiën | Freestyleskiën | Freestyleskiën  | Freestyleskiën | Freestyleskiën | Freestyleskiën | Freestyleskiën |
| -------------- | -------------- | --------------- | -------------- | -------------- | -------------- | -------------- |
| Big air        | GER            | Lisa Zimmermann | EST            | Kelly Sildaru  | SUI            | Giulia Tanno   |
| Halfpipe       | FRA            | Marie Martinod  | JPN            | Ayana Onozuka  | USA            | Maddie Bowman  |
| Slopestyle     | EST            | Kelly Sildaru   | FRA            | Tess Ledeux    | NOR            | Johanne Killi  |
| Snowboarden    |                |                 |                |                |                |                |
| Big air        | USA            | Hailey Langland | AUT            | Anna Gasser    | USA            | Julia Marino   |
| Halfpipe       | USA            | Elena Hight     | CHN            | Cai Xuetong    | USA            | Chloe Kim      |
| Slopestyle     | USA            | Julia Marino    | USA            | Jamie Anderson | GBR            | Katie Ormerod  |

### Gemengd
| Onderdeel                    | Goud        | Goud                         | Zilver      | Zilver                    | Brons       | Brons                       |
| Snowboarden                  | Snowboarden | Snowboarden                  | Snowboarden | Snowboarden               | Snowboarden | Snowboarden                 |
| ---------------------------- | ----------- | ---------------------------- | ----------- | ------------------------- | ----------- | --------------------------- |
| Special Olympics dual slalom | USA         | Semen Ferotov Jamie Anderson | USA         | Hannah Teter Daina Shilts | AUS         | Craig Muhlbock Scotty James |

### Medaillespiegel
| Plaats | Land                | Goud | Zilver | Brons | Totaal |
| 1      | Verenigde Staten    | 7    | 7      | 8     | 22     |
| 2      | Canada              | 2    | 2      | 5     | 9      |
| 3      | Zweden              | 2    | 2      | 0     | 4      |
| 4      | Noorwegen           | 2    | 1      | 1     | 4      |
| 5      | Estland             | 1    | 1      | 0     | 2      |
| 6      | Frankrijk           | 1    | 1      | 0     | 2      |
| 7      | Verenigd Koninkrijk | 1    | 0      | 1     | 2      |
| 8      | Australië           | 1    | 0      | 1     | 2      |
| 9      | Duitsland           | 1    | 0      | 0     | 1      |
| 10     | Oostenrijk          | 0    | 1      | 0     | 1      |
| 10     | China               | 0    | 1      | 0     | 1      |
| 10     | Japan               | 0    | 1      | 0     | 1      |
| 10     | Nieuw-Zeeland       | 0    | 1      | 0     | 1      |
| 14     | Zwitserland         | 0    | 0      | 2     | 2      |
| Totaal | Totaal              | 18   | 18     | 18    | 54     |